# Васильєв Дмитро В'ячеславович
Дмитро В'ячеславович Васильєв (рос. Дмитрий Вячеславович Васильев, нар. 2 травня 1985, Сочі) — російський футболіст, нападник.

## Кар'єра
До 16 років займався в сочинській футбольній школі. Наступні два роки провів в юнацькій команді хорватського «Хайдука», потім грав у резервній команді київського «Арсеналу», забивши 3 голи у 8 іграх Другої ліги.
У вищому дивізіоні Росії дебютував виступами за «Шинник» з Ярославля, але у основі закріпитись не зумів і в міжсезоння-2006 перейшов у «Крила Рад». Там Васильєв теж не був основним гравцем і у лютому 2009 року був виставлений на трансфер. Втім нападник не був придбаний жодним клубом і згодом покинув «Крила» у статусі вільного агента.
20 серпня 2010 року підписав контракт з вищоліговим махачкалинським «Анжі», але не зіграв за першу команду жодної гри і надалі виступав за нижчолігові клуби «Промінь-Енергія», «Сочі» та «Витязь» (Кримськ). Загалом за кар'єру провів 20 матчів у Прем'єр-лізі Росії.

## Особисте життя
Походить з футбольної сім'ї. У 1950—1955 за «Крила Рад» грав його дід Василь, також нападник, а батько В'ячеслав виступав за команди другого і третього дивізіонів СРСР.